# Partido Obrero de Unificación Marxista
De Partido Obrero de Unificación Marxista (Arbeiderspartij van de Marxistische Eenheid, afgekort POUM) was een Spaanse revolutionair-socialistische partij. De POUM werd opgericht in 1935 als fusie van de trotskistische Izquierda Comunista de España (Communistisch Links van Spanje) en het Catalaanse Bloc Obrer i Camperol (BOC, Arbeiders- en Boerenblok). Het BOC was verbonden met de "rechtse oppositie" van Nikolaj Boecharin in de Sovjet-Unie.
Tijdens de Spaanse Burgeroorlog vocht de POUM aan de zijde van de republikeinen, waarbij ze vooral samenwerkte met de anarchistische vakbond CNT.
De Engelse schrijver George Orwell vocht aan de zijde van de POUM en schreef hier later over in Saluut aan Catalonië (Homage to Catalonia). Ook de Nederlandse communist Henk Sneevliet was bij de partij betrokken. Vanuit België vertrok ingenieur Georges Kopp (nog met Russische nationaliteit), die als officier diende in de militie van de POUM. George Orwell was bij zijn centurie ingedeeld.